# 移民出境

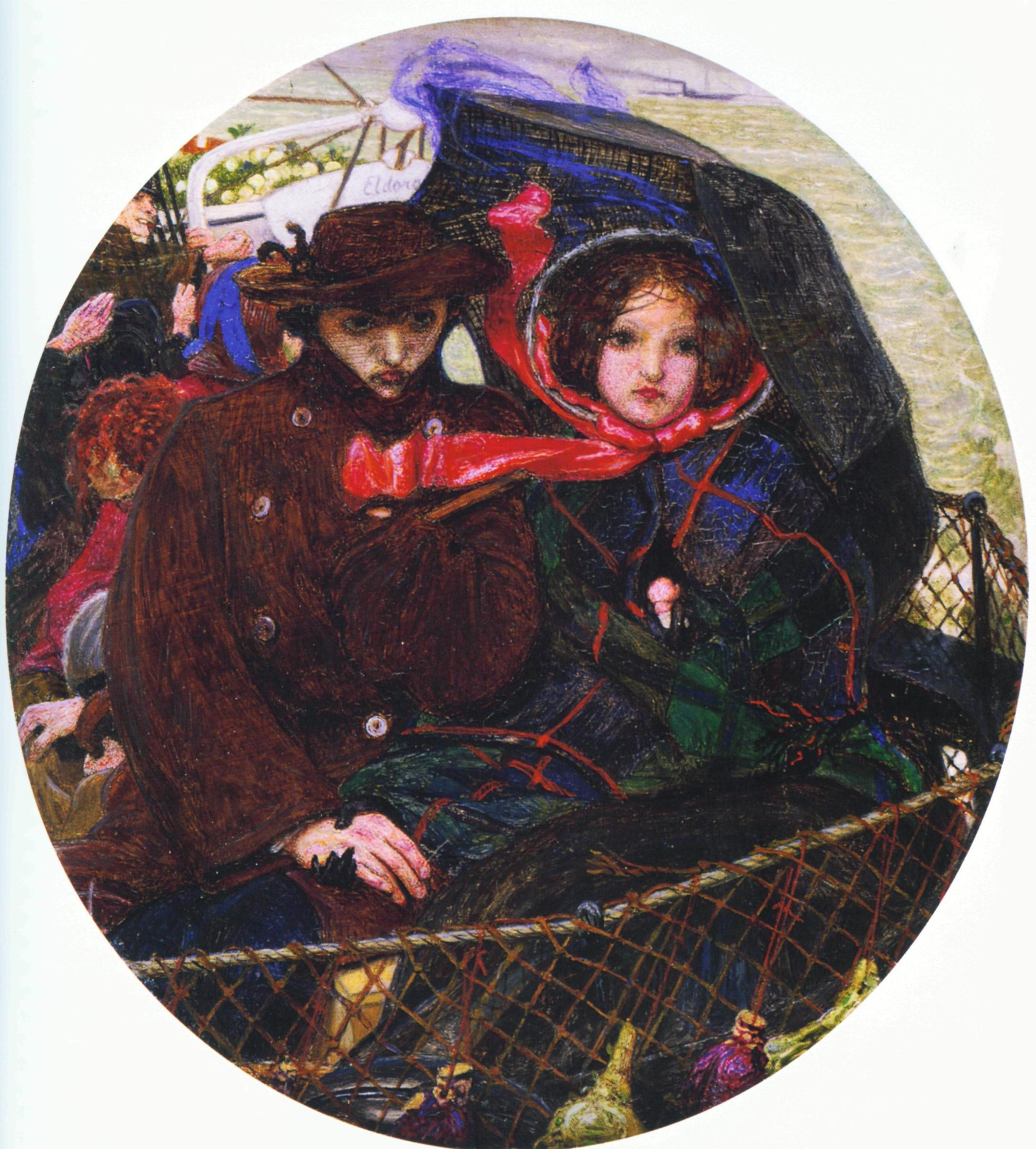
福特·馬多克斯·布朗的畫作英格蘭的最後描繪了移民離開英國的情況

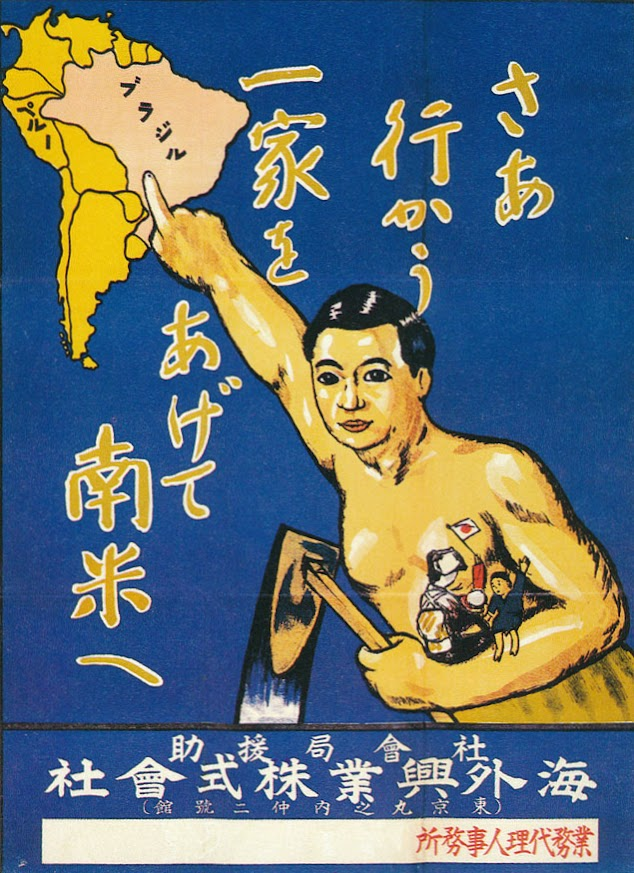
日本政府宣传南美的海报

移民出境（英語：Emigration）建立之前，人類的移民行動被稱為人類遷徙。人們選擇移民出境有很多原因。有些是因為政治或經濟因素，亦可能是個人因素，例如在外地旅遊時找到自己的配偶而選擇移民來與他生活。許多在富裕國家生活的老人在退休時會選擇移民出境至一些與其國家氣候相異的地方。
不少政治或經濟移民都會與他們的家庭一同遷移到新地區或國家，而希望得到在他們原來的地方得不到的和平或工作機會。縱觀歷史，大批移民最終會返回自己的家園，這往往是因為他們在其他國家賺取到足夠的金錢。有時，這些移民遷往文化差異大的國家時，通常會感到自己被視為貴賓，而保留原本的文化、傳統和語言，有時亦會將這些傳給移民自己的孩子。本土文化和新文化之間的的衝突很容易造成社會上的差別，對「外國人」來說，有時必須了解的法律和社會制度是全新和陌生的，而導致他們通常會感到不舒服。通常情況下，移民社區是在當地逐漸形成的。
18、19和20世紀時，數以百萬計的貧困家庭或在国内遭歧视、受迫害、缺乏发展机会者離開歐洲移民至美國、加拿大、拉丁美洲各国、澳大利亚和新西蘭，對整個世界造成了深遠影響。据《帕尔格雷夫世界历史统计：欧洲卷1750-1993》给出的数据，在1850—1920年间，约有1567万英国人、431万德国人、233万奥匈帝国人、858万意大利人和38万法国人离开本国去往欧洲以外的地方定居，其中英国人主要移居北美、澳洲和南非，德国人主要移居美国，意大利人主要移居巴西南部、阿根廷和美国，法国人主要移居阿尔及利亚和突尼斯。
雖然移民出境的定義模糊和可能略有不同，但移民出境或外來移民不應該與被迫遷移混淆，例如人口轉移或種族清洗。
移民出境的動機可以是以獎勵來吸引人們離開，稱為誘因（英語："pull" factors），例子：高收入、低稅率、氣候更好、較好的職業、更好的醫療設施、更好的教育設施、人與人之間更好的行為、家庭原因、政治穩定、宗教自由、相對自由和國家威望較高等；或是促使人們離開，稱為推動力（英語："push" factors），例子：戰爭、饑荒、乾旱、疾病、貧窮、政治腐敗、政治分歧、原教旨主義、宗教不容許、天災、當地人不滿（例如經常遭到騷擾、欺負和虐待）、當地人不滿移民率過高、缺乏就業機會、缺乏各種權利和單一文化或宗教等。這些因素，除政治分歧和當地人不滿移民外，一般不會影響發達國家居民而導致移民。甚至是自然災害也不可能導致此類居民移民。

## 移民限制

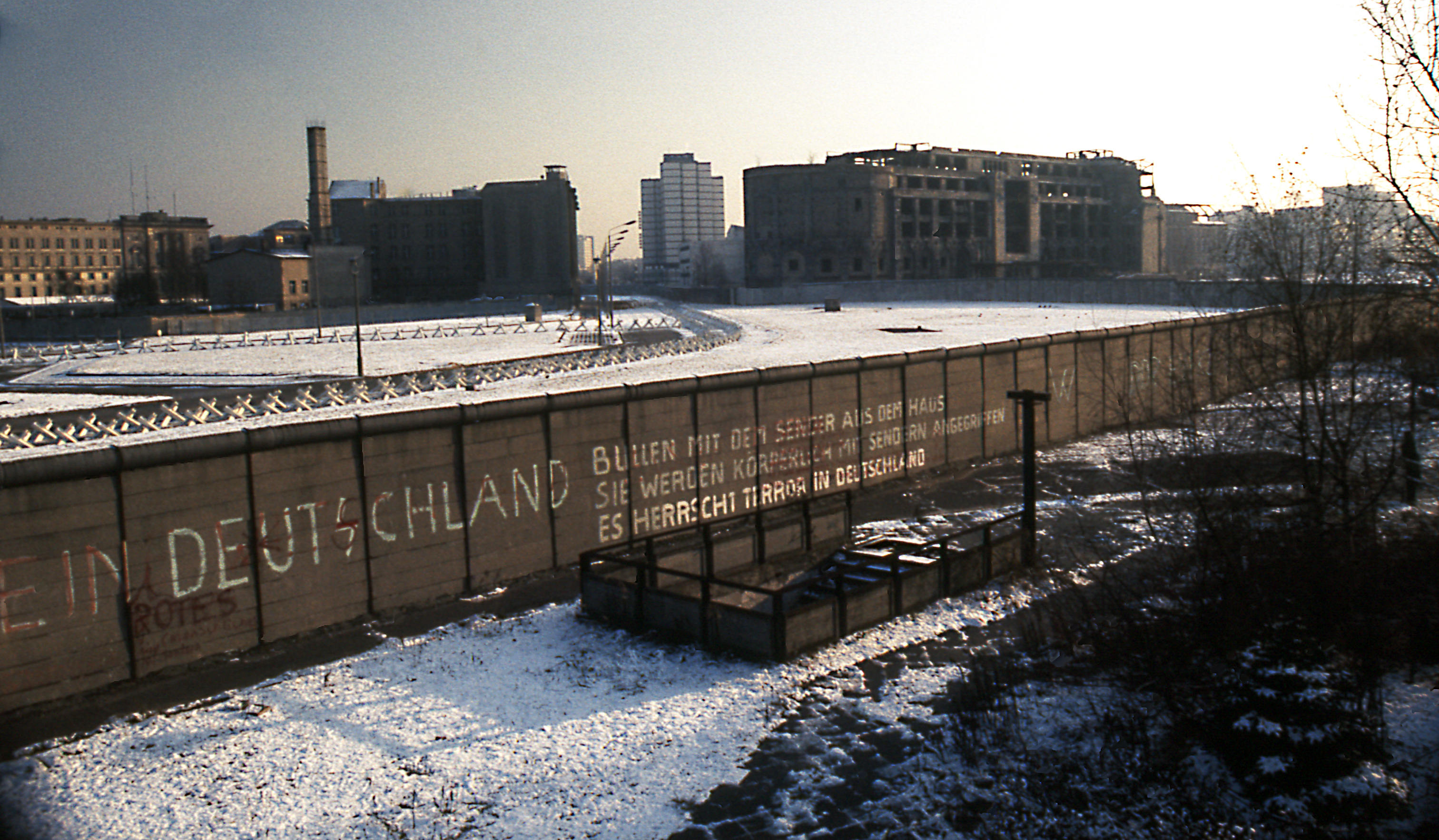
東德興建了柏林圍牆防止民眾移民至西德

有些國家會限制其公民移民出境至其他國家。1918年，蘇聯的加盟共和國開始這種限制，由於法律和邊界的收緊，直至1928年非法移民出境幾乎是不可能出現的。為了加強這一點，他們設計了蘇聯國家護國家內部護照管制和個別城市的居民證制度，以及國內自由流動的限制，稱為第101公里，就算是小範圍內流動，也因而受到極大限制。
1945年，第二次世界大戰結束後，蘇聯與其佔領幾個東歐國家，統一被稱為東方集團，其中大部分生活在這些新領域的人們渴望獲得獨立和希望蘇聯人離開。1950年前，超過1500萬名蘇佔東歐國家的人們在五年間移民至西方。1950年代初，蘇聯將自己所用的限制移民方法套用在東方集團上。限制實施後，阻止大部分東方集團的人們向西遷移，在1950年至1990年只有1300萬人遷往西方。然而，數十萬的東德人通過東、西柏林之間的漏洞紛紛遷往西德。大規模移民出境導致東德的年輕教育專才移民至西德，例如在1961年近20個百分比的東德人口已遷移到西德。1961年，東德築起了一道鐵絲網屏障，最終將其擴建成柏林圍牆堵塞了绝大部分的漏洞。1989年，隨著蘇聯解體和兩德統一，柏林圍牆最終倒下。
1950年代初，蘇聯限制移民出境的做法亦为中國、蒙古國和朝鲜所仿效。朝鮮仍然嚴格限制移民出境，即便是在1980年代後期柏林圍牆倒下前，朝鲜依然是世界最嚴格的禁止移民的國家，但仍有一些朝鲜人非法移民出境至中國。其他曾嚴格限制移民出境的國家，包括安哥拉、埃塞俄比亞、莫桑比克、索馬里、阿富汗、緬甸、民主柬埔寨、老撾、北越、伊拉克、南也門和古巴。